# Think-Pink-Fall

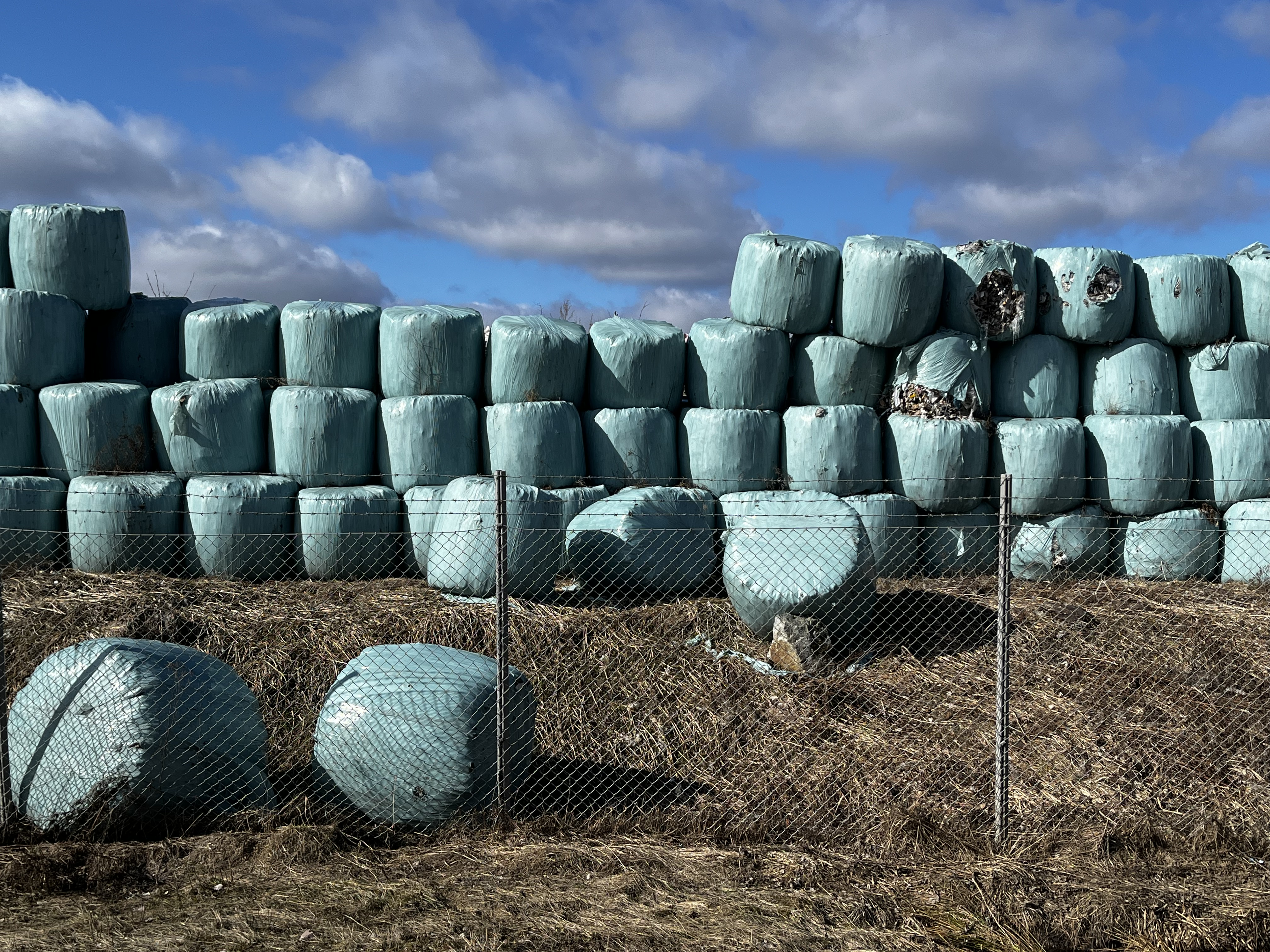
Ballförmige Müllsäcke der Firma Think Pink auf einer Deponie bei Västerås im März 2024.

Der Think-Pink-Fall war ein Gerichtsverfahren in Schweden gegen die Betreiber des ehemaligen Unternehmens NMT Think Pink wegen grober Verletzung von Umweltauflagen. Die Inhaber der Firma galten seit 2020 als verdächtig und befanden sich in Untersuchungshaft.

## Hintergrund
Die Firma NM Trading & Transport (NMT) wurde 1998 von Thomas Nilsson (geboren 1967) und anderen Personen gegründet. Im Jahr 2004 übernahm Nilssons Frau Bella Nilsson die Geschäftsführung und änderte den Namen in NMT Think Pink AB.
Als 2016 eine Polizeistreife zu einer Mülldeponie in Värmland gerufen wurde, fand sie dort etwa 600 Tonnen giftiger Abfälle vor, die nicht ordnungsgemäß gelagert waren.

## Die Anklage
Dem Ehepaar Nilsson sowie weiteren 9 Angeklagten wurde zur Last gelegt, giftige Bauabfälle nicht auf der eigenen Deponie nach Vorschrift gelagert zu haben. Stattdessen transportierten sie die Abfälle zu kleineren Deponien in Schweden. Anstatt das Material nach Abfallkategorien zu trennen, zerkleinerte man es und lagerte es in offenen Haufen oder vergrub es. Den kommunalen Besitzern der kleinen Deponien wurde eine Zahlung für kurzzeitige Zwischenlagerung angeboten, worauf die versprochene Abholung verzögert wurde.
Nach der Verhaftung der Hauptverdächtigen tauchten im Umland von Stockholm Container von Think Pink auf, die ohne Genehmigung an Straßenrändern abgestellt waren.
Eine Untersuchung der zu Think Pink zählenden Deponie in Skultuna bei Västerås fand Mengen an Kupfer, Blei und Zink, die als gesundheitsgefährdend gelten. Andere Chemikalien, die in Luft, Boden und Wasser gelangten, waren PCB, Arsen und Quecksilber. Müllsäcke der Firma befanden sich in mindestens 20 kleineren Orten in Mittelschweden. Laut den Technikern der Polizei können die Abfälle Krebs oder Herz-Kreislauf-Krankheiten verursachen. Bei den benutzten Flächen ist eine spätere Nutzung als Ackerland oder Wohngebiet fraglich.
Auf mehreren Deponien gerieten die Abfälle in Brand und im Ortsteil Kassmyra der Gemeinde Botkyrka gelang es der Feuerwehr nicht, das Feuer zu löschen. Um die Einwohner der Gegend zu schützen, wurden 48.000 Tonnen des noch nicht brennenden Mülls zu einer Deponie in Norrköping gebracht, was im Jahr 2022 abgeschlossen war.
Am 23. Dezember 2023 wurden Bella Nilsson und zehn weitere Personen wegen grober Verletzung von Umweltschutzauflagen angeklagt. Die Anklage beläuft sich auf 200.000 Tonnen Müll und die Dokumente der Voruntersuchung umfassen 45.000 Seiten, die innerhalb von vier Jahren zusammengestellt wurden. Ungefähr 20 Ermittler aus verschiedenen Polizeibezirken waren an den Ermittlungen beteiligt. Alle Angeklagten wiesen die Vorwürfe zurück. Der Anwalt von Nilsson legte dar, dass sie Opfer eines Komplottes von konkurrierenden Unternehmen der Abfallwirtschaft geworden sei. Nilsson soll geäußert haben, dass die giftigen Abfälle schon vorher auf den fremden Deponien gelagert worden seien. Die verzögerte Abholung eigener Müllsäcke sei durch die damalige Ungewissheit in Bezug auf den Brexit entstanden, durch den man eine günstigere Wiederverwertung der Abfälle erwartet habe. Die Gerichtsverhandlung wurde Anfang September 2024 eröffnet und auf neun Monate angesetzt.
Zusätzlich wurde das Ehepaar Nilsson im Juli 2024 für grobe falsche Buchführung, grobe Täuschung von Behördenmitarbeitern und grobe Hintergehung von Gläubigern angeklagt.
Nach 80 Verhandlungstagen wurde Bella Nilsson, die mittlerweile ihren Namen zu Fariba Vancor geändert hatte, zu 6 Jahren Gefängnis verurteilt. Fünf weitere Angeklagte, darunter ein schwedischer Schauspieler, erhielten Strafen zwischen 1 und 6 Jahren.